# (3423) Slouka
Pour les articles homonymes, voir Slouka.
(3423) Slouka est un astéroïde de la ceinture principale.

## Description
(3423) Slouka est un astéroïde de la ceinture principale. Il fut découvert le 9 février 1981 à l'observatoire Kleť par Ladislav Brožek. Il présente une orbite caractérisée par un demi-grand axe de 3,06 UA, une excentricité de 0,10 et une inclinaison de 0,4° par rapport à l'écliptique.

## Compléments